# KNVB-Pokal 1976/77
Der KNVB-Pokal 1976/77 war die 59. Auflage des niederländischen Fußball-Pokalwettbewerbs. Er begann am 9. Oktober 1976 mit der ersten Runde, an der nur Amateurmannschaften und Vereine der Eerste Divisie teilnahmen. Ab der zweiten Runde kamen die Mannschaften der Eredivisie hinzu.
Pokalsieger wurde FC Twente '65 durch den 3:0-Finalsieg gegen PEC Zwolle. Twente qualifizierte sich dadurch für den Europapokal der Pokalsieger.

## 1. Runde
Die erste Runde fand am 9. und 10. Oktober 1976 mit neun Vereinen aus dem Amateurbereich und den 19 Vertretern der Eerste Divisie statt.
| Datum      |                        | Ergebnis              |                     |
| ---------- | ---------------------- | --------------------- | ------------------- |
| 09.10.1976 | IJVV De Zwervers       | 2:1                   | VV Noordwijk        |
| 09.10.1976 | MVV Maastricht         | 6:0                   | VV IJsselmeervogels |
| 10.10.1976 | Excelsior Rotterdam    | 3:2 n. V.             | SC Amersfoort       |
| 10.10.1976 | FC Dordrecht           | 1:0                   | SV Limburgia        |
| 10.10.1976 | FC Vlaardingen '74     | 2:4 n. V.             | FC Groningen        |
| 10.10.1976 | Fortuna SC Sittard     | 4:2 n. V.             | CVV Rotterdam       |
| 10.10.1976 | VV Heerenveen          | 2:1 n. V.             | VV Rheden           |
| 10.10.1976 | Helmond Sport          | 0:2                   | SVV Schiedam        |
| 10.10.1976 | SC Heracles Almelo '74 | 0:1                   | CVV Germanicus      |
| 10.10.1976 | RKC Waalwijk           | 3:3 n. V. (4:5 i. E.) | PEC Zwolle          |
| 10.10.1976 | SC Veendam             | 1:2                   | FC Den Bosch ʼ67    |
| 10.10.1976 | Vitesse Arnhem         | 10:00                 | RVC '33 Reeuwijk    |
| 10.10.1976 | RKSV Volendam          | 2:4                   | WVV Wageningen      |
| 10.10.1976 | Willem II Tilburg      | 0:0 n. V. (6:5 i. E.) | SC Cambuur          |

## 2. Runde
Die zweite Runde fand am 20. und 21. November 1976 statt. In dieser Runde stiegen die 18 Mannschaften der Eredivisie in den Wettbewerb ein.
| Datum      |                     | Ergebnis              |                          |
| ---------- | ------------------- | --------------------- | ------------------------ |
| 20.11.1976 | FC Twente '65       | 2:1                   | Go Ahead Eagles Deventer |
| 20.11.1976 | MVV Maastricht      | 4:1                   | IJVV De Zwervers         |
| 20.11.1976 | NAC Breda           | 1:0                   | VV Heerenveen            |
| 20.11.1976 | PSV Eindhoven       | 1:0                   | Fortuna SC Sittard       |
| 21.11.1976 | AZ '67 Alkmaar      | 2:0 n. V.             | Sparta Rotterdam         |
| 21.11.1976 | FC Amsterdam        | 0:0 n. V. (3:4 i. E.) | Excelsior Rotterdam      |
| 21.11.1976 | FC Den Bosch ʼ67    | 0:0 n. V. (1:4 i. E.) | FC Groningen             |
| 21.11.1976 | FC Den Haag         | 3:0                   | VVV-Venlo                |
| 21.11.1976 | FC Utrecht          | 2:1                   | Ajax Amsterdam           |
| 21.11.1976 | Feyenoord Rotterdam | 1:0 n. V.             | VV Eindhoven             |
| 21.11.1976 | BV De Graafschap    | 2:0                   | NEC Nijmegen             |
| 21.11.1976 | HFC Haarlem         | 0:2                   | Roda JC Kerkrade         |
| 21.11.1976 | PEC Zwolle          | 2:0                   | FC Dordrecht             |
| 21.11.1976 | SVV Schiedam        | 1:1 n. V. (3:4 i. E.) | Willem II Tilburg        |
| 21.11.1976 | SC Telstar 1963     | 3:1                   | Vitesse Arnhem           |
| 21.11.1976 | WVV Wageningen      | 6:1                   | CVV Germanicus           |

## 3. Runde
| Datum      |                  | Ergebnis              |                     |
| ---------- | ---------------- | --------------------- | ------------------- |
| 16.02.1977 | FC Twente '65    | 1:0                   | Feyenoord Rotterdam |
| 16.02.1977 | FC Utrecht       | 0:1                   | FC Groningen        |
| 16.02.1977 | MVV Maastricht   | 2:1                   | Willem II Tilburg   |
| 16.02.1977 | PSV Eindhoven    | 3:2                   | WVV Wageningen      |
| 18.02.1977 | Roda JC Kerkrade | 0:1 n. V.             | AZ '67 Alkmaar      |
| 19.02.1977 | BV De Graafschap | 1:2 n. V.             | NAC Breda           |
| 20.02.1977 | PEC Zwolle       | 2:1 n. V.             | SC Telstar 1963     |
| 20.02.1977 | FC Den Haag      | 1:1 n. V. (5:4 i. E.) | Excelsior Rotterdam |

## Finalrunden
| Viertelfinale 9. März 1977 | Viertelfinale 9. März 1977 | Viertelfinale 9. März 1977 |               |          | Halbfinale, 27. April 1977 in ’s-Hertogenbosch und Utrecht | Halbfinale, 27. April 1977 in ’s-Hertogenbosch und Utrecht | Halbfinale, 27. April 1977 in ’s-Hertogenbosch und Utrecht |  |  | Finale, 19. Mai 1977 in Nijmegen | Finale, 19. Mai 1977 in Nijmegen | Finale, 19. Mai 1977 in Nijmegen |
|                            |                            |                            |               |          |                                                            |                                                            |                                                            |  |  |                                  |                                  |                                  |
|                            | FC Twente '65              | 1                          |               |          |                                                            |                                                            |                                                            |  |  |                                  |                                  |                                  |
|                            | NAC Breda                  | 0                          |               |          |                                                            |                                                            |                                                            |  |  |                                  |                                  |                                  |
|                            | NAC Breda                  | 0                          | FC Twente '65 | 1 n.     |                                                            |                                                            |                                                            |  |  |                                  |                                  |                                  |
|                            |                            |                            | FC Twente '65 | 1 n.     |                                                            |                                                            |                                                            |  |  |                                  |                                  |                                  |
|                            |                            | AZ '67 Alkmaar             | 0 V.          |          |                                                            |                                                            |                                                            |  |  |                                  |                                  |                                  |
|                            | FC Groningen               | AZ '67 Alkmaar             | 0 V.          | 1 n.     |                                                            |                                                            |                                                            |  |  |                                  |                                  |                                  |
|                            |                            |                            |               | 1 n.     |                                                            |                                                            |                                                            |  |  |                                  |                                  |                                  |
|                            | AZ '67 Alkmaar             | 2 V.                       |               |          |                                                            |                                                            |                                                            |  |  |                                  |                                  |                                  |
|                            | AZ '67 Alkmaar             | 2 V.                       | FC Twente '65 | 3 n.     |                                                            |                                                            |                                                            |  |  |                                  |                                  |                                  |
|                            |                            |                            |               | 3 n.     |                                                            |                                                            |                                                            |  |  |                                  |                                  |                                  |
|                            |                            | PEC Zwolle                 | 0 V.          |          |                                                            |                                                            |                                                            |  |  |                                  |                                  |                                  |
|                            | PEC Zwolle                 | PEC Zwolle                 | 0 V.          | 1        |                                                            |                                                            |                                                            |  |  |                                  |                                  |                                  |
|                            |                            |                            |               | 1        |                                                            |                                                            |                                                            |  |  |                                  |                                  |                                  |
|                            | MVV Maastricht             | 0                          |               |          |                                                            |                                                            |                                                            |  |  |                                  |                                  |                                  |
|                            | MVV Maastricht             | 0                          | PEC Zwolle    | 2 n.     |                                                            |                                                            |                                                            |  |  |                                  |                                  |                                  |
|                            |                            |                            | PEC Zwolle    | 2 n.     |                                                            |                                                            |                                                            |  |  |                                  |                                  |                                  |
|                            |                            | FC Den Haag                | 1 V.          |          |                                                            |                                                            |                                                            |  |  |                                  |                                  |                                  |
|                            | FC Den Haag                | FC Den Haag                | 1 V.          | 1 (8 i.) |                                                            |                                                            |                                                            |  |  |                                  |                                  |                                  |
|                            |                            |                            |               | 1 (8 i.) |                                                            |                                                            |                                                            |  |  |                                  |                                  |                                  |
|                            | PSV Eindhoven              | 1 (7 E.)                   |               |          |                                                            |                                                            |                                                            |  |  |                                  |                                  |                                  |

## Viertelfinale
| Datum      |               | Ergebnis              |                |
| ---------- | ------------- | --------------------- | -------------- |
| 26.08.1977 | FC Den Haag   | 1:1 n. V. (8:7 i. E.) | PSV Eindhoven  |
| 09.03.1977 | FC Groningen  | 1:2 n. V.             | AZ '67 Alkmaar |
| 09.03.1977 | PEC Zwolle    | 1:0                   | MVV Maastricht |
| 09.03.1977 | FC Twente '65 | 1:0                   | NAC Breda      |

## Halbfinale
| Datum      |               | Ergebnis  |                |
| ---------- | ------------- | --------- | -------------- |
| 27.04.1977 | FC Den Haag   | 1:2 n. V. | PEC Zwolle     |
| 27.04.1977 | FC Twente '65 | 1:0 n. V. | AZ '67 Alkmaar |

## Finale
| FC Twente '65                             | FC Twente '65 | PEC Zwolle | PEC Zwolle |
| ----------------------------------------- | --- | --- | ---------- |
| FC Twente '65                             | \| 19. Mai 1977 in Nijmegen (Goffertstadion) \| \| Ergebnis: 3:0 n. V. \| \| Zuschauer: 26.000 \| \| Schiedsrichter: Cees de Bruin \| \| Spielbericht \| | \| 19. Mai 1977 in Nijmegen (Goffertstadion) \| \| Ergebnis: 3:0 n. V. \| \| Zuschauer: 26.000 \| \| Schiedsrichter: Cees de Bruin \| \| Spielbericht \|                                                                                          | PEC Zwolle |
| FC Twente '65                             | André van Gerven – Niels Overweg, Harry Bruggink, Epi Drost , Kees van Ierssel – Frans Thijssen, Kick van der Vall, Arnold Mühren – Piet Wildschut, Ab Gritter (96. Theo Pahlplatz), Hallvar Thoresen (34. Jan Jeuring) Cheftrainer: Antoine Kohn ( Luxemburg) | Bob Nieuwenhout – Klaas Drost, Rinus Israël, Ben Hendriks, Henk Warnas – Jan Hendriksen, René IJzerman (96. Tjeerd van ’t Land), Niels Sörensen – Yuri Banhoffer, Koko Hoekstra (107. Bjarne Petersen), Ronald Hendriks Cheftrainer: Hans Alleman | PEC Zwolle |
| FC Twente '65                             | 1:0 Epi Drost (95.) 2:0 Arnold Mühren (104.) 3:0 Jan Jeuring (110.) | | PEC Zwolle |
| 19. Mai 1977 in Nijmegen (Goffertstadion) | | |            |
| Ergebnis: 3:0 n. V.                       | | |            |
| Zuschauer: 26.000                         | | |            |
| Schiedsrichter: Cees de Bruin             | | |            |
| Spielbericht                              | | |            |